# El Pentagrama

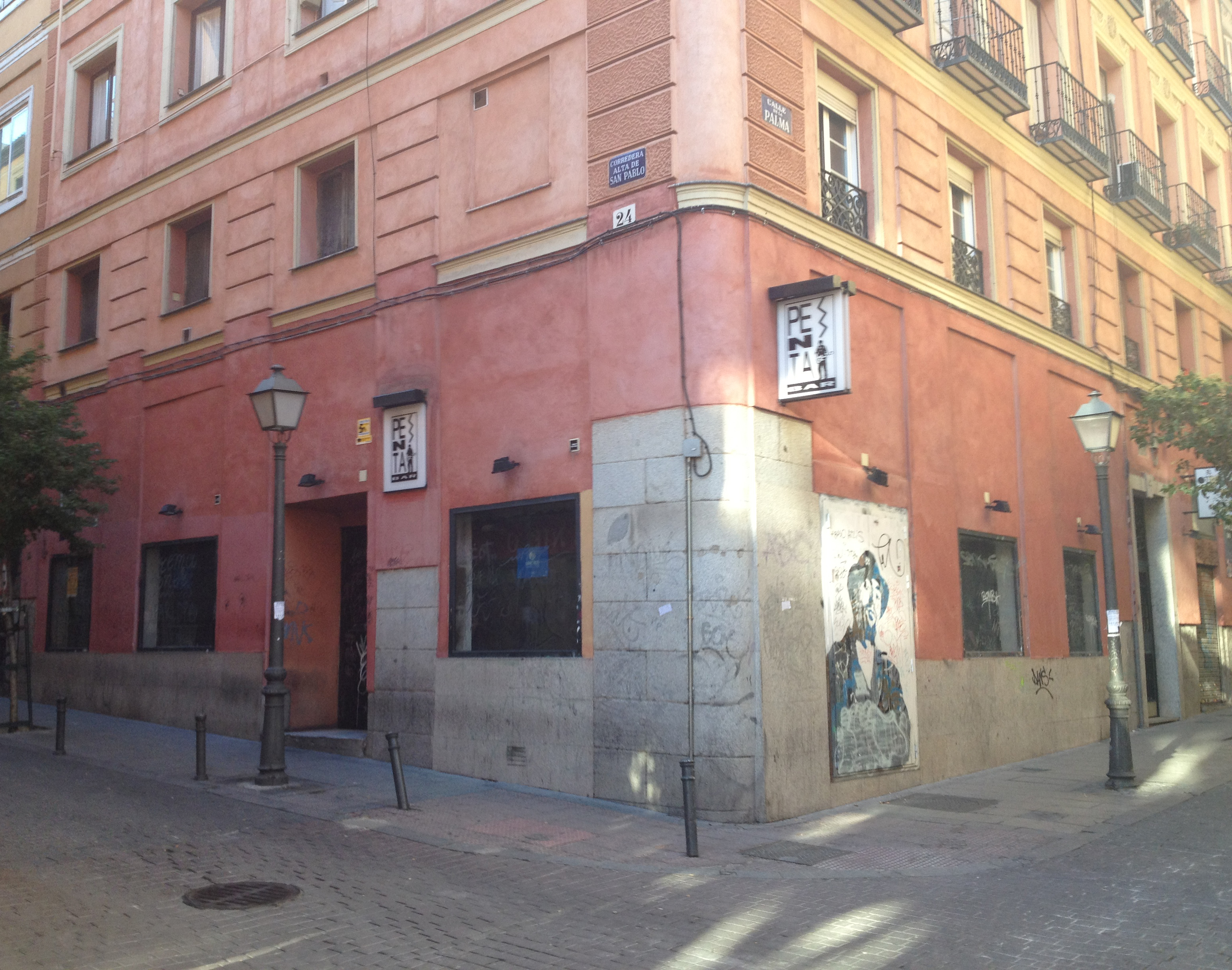
Fachada de El Pentagrama

El Pentagrama (popularmente conocido como El Penta) es un bar situado en la calle de la Palma, núm. 4, de la ciudad de Madrid, y reconocido como uno de los locales emblemáticos del movimiento contracultural de la popular Movida madrileña.

## Historia
Inaugurado en 1976, en pleno barrio madrileño de Malasaña, fue pionero en establecer en España el concepto de bar de copas, combinación de bar tradicional y discoteca.
Elegido por miles de jóvenes de la época como lugar de ocio, con la llegada progresiva de la denominada Movida madrileña, el lugar pasa a figurar como uno de los templos de la modernidad del momento. Decenas de cantantes y artistas frecuentan el local, convirtiéndolo en un lugar de moda. En sus instalaciones convivieron los miembros de Los Secretos, Nacha Pop, Burning, La Mode, Mamá o Ouka Lele.
La cumbre de su reconocimiento le llega a través de Antonio Vega, que menciona el bar en la canción que estaría llamada a convertirse en el emblema de la década: "Chica de ayer".
Desde entonces se ha mantenido como centro de actividades musicales y artísticas, siempre con la evocación y reivindicación permanentes de la década de 1980.
El 15 de noviembre de 2001, con motivo del 25º aniversario del local, Pepe Corral de December Producciones, a petición de los propietarios del local, organizó en la Sala Arena de Madrid un concierto homenaje, grabado y posteriormente editado en CD, con la presencia del propio Antonio Vega, de Álvaro Urquijo, de José María Granados (Mamá), de Juanma del Olmo (Los Elegantes), de Germán Coppini (Siniestro Total, Golpes Bajos), de Glutamato Ye-Yé, de Paco Clavel, entre muchos otros.